# Minsk (letadlová loď)
Minsk byla sovětská letadlová loď Projektu 1143 známého i jako třída Kiev. Byla to v pořadí druhá jednotka této čtyřkusové třídy. Postavena byla v letech 1972–1978. Sovětské a ruské námořnictvo loď provozovalo v letech 1978–1992. 

## Stavba

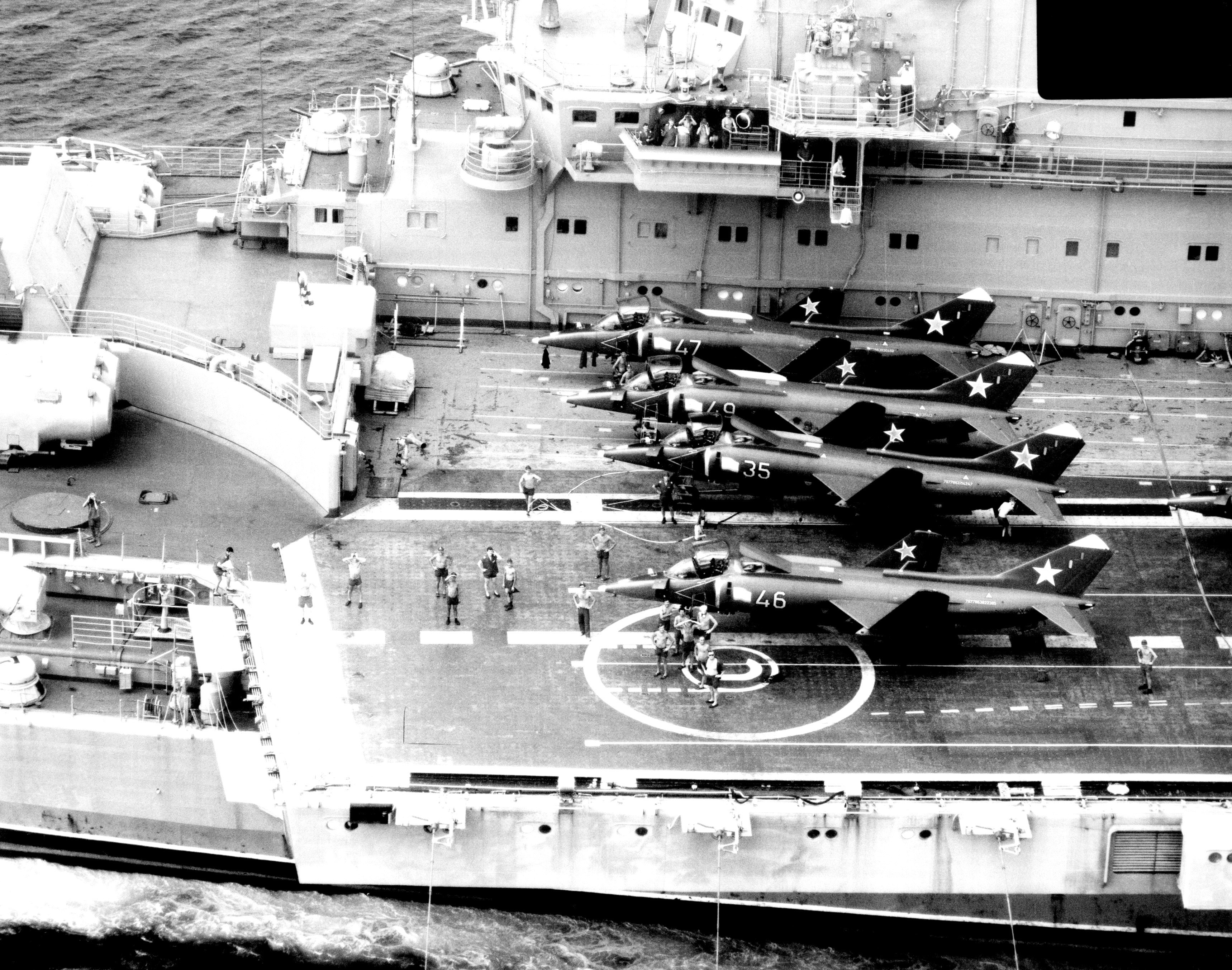
Stroje Jak-38 na palubě Minsku

Práce na Minsku započaly 28. prosince 1972, na vodu byla loď spuštěna 30. září 1975 a do služby byla zařazena 27. září 1978. 

## Osudy

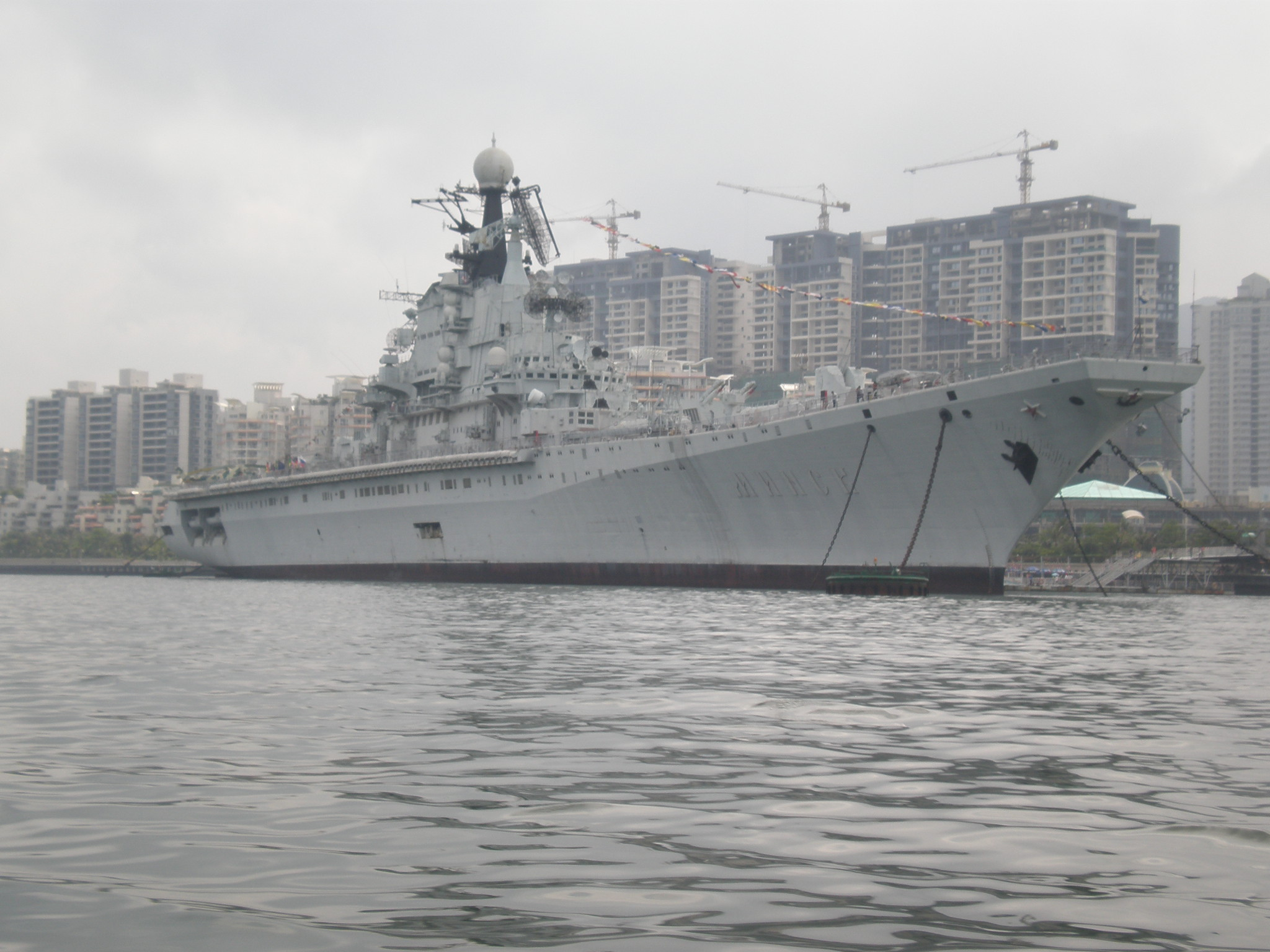
Minsk jako muzeum Minsk World

Během své služby Minsk operoval v rámci pacifické floty. Loď dosloužila z důvodů nehody, jejíž oprava mohla být provedena pouze na území Ukrajiny, tehdy již samostatného státu. V roce 1992 proto byla loď vyřazena ze služby a v roce 1995 byla prodána podnikateli z Jižní Koreje, který ji následně prodal čínské společnosti Guangdong Ship Dismantling a ta jej přeprodala Si Ke Investment Company, Limited. Minsk se stal hlavní atrakcí v roce 2000 otevřeného zábavního parku Minsk World v Šen-čenu.
V roce 2006 vlastník plavidla zkrachoval. Minsk následně v aukci za částku 128 miliónů čínských jüanů získala čínská státní společnost CITIC. V roce 2016 byl Minsk World uzavřen. Mezi lety 2017 a 2018 byl Minsk přesunut do uzavřené laguny na řece Jang-c’-ťiang u Nan-tchungu (přibližně 80 kilometrů severozápadně od Šanghaje). V srpnu 2024 plavidlo stále kotvící v laguně zachvátil rozsáhlý pořár. Přesný rozsah škod není znám, dle fotografií byl zcela zničen velitelský ostrov.